# Wang Jingzhai
Wang Jingzhai (chinesisch 王靜齋 / 王静斋, ursprünglicher Vorname Wenqing 文清; geb. ca. 1879 in Tientsin; gest. 1949) war ein bedeutender hui-chinesischer Islamwissenschaftler und bekannter Übersetzer des Koran ins Chinesische. 
Mit 24 Jahren wurde er zum Akhund (chin. āhōng) gewählt. Seit 1922 studierte er an der al-Azhar-Universität in Ägypten. 1923 unternahm er die Pilgerfahrt nach Mekka, später weitere Studienreisen in die Türkei, Indien und in andere Länder. Nach seiner Rückkehr nach China gründete er in Tianjin die Sino-Arabische Universität (Zhong-A daxue) und gab seit 1927 die Yiguang-Monatsschrift heraus.  
1937 gründete er in Henan mit Shi Zizhou (1879–1969) die Anti-Japanische Chinesische Muslimische Gesellschaft zur Rettung des Vaterlands (Zhongguo Huimin Kang-Ri xiehui). Während des Krieges widmete er sich in Chongqing, Ningxia und anderen Orten Koran-Studien.
Er meisterte die arabische, persische und englische Sprache und hat viele Werke ins Chinesische übersetzt. Bekannt sind seine in China als Standardübersetzung geltende Koran-Übersetzung und -Interpretation (Gulanjing yijie (1932, 1943 und 1946)), das Arabisch-Chinesische Wörterbuch (A-Han zidian), Weigaye und Zhenjing huayuan (oder Gulisitang  „Golestan“ (Rosengarten) von Saadi (1213–1291)). 
Zusammen mit Da Pusheng 达浦生 (1874–1965), Ha Decheng 哈德成 (1888–1943) und Ma Songting 马松亭 (1895–1992) zählt er zu den Vier großen Akhunds (Religionsgelehrten des Islam) des modernen China.

### Nachschlagewerke
- Cihai („Meer der Wörter“), Shanghai cishu chubanshe, Shanghai 2002, ISBN 7-5326-0839-5